# Kōki Yonekura
Kōki Yonekura (米倉 恒貴, Yonekura Kōki) est un footballeur international japonais né le 17 mai 1988 à Chiba. Il évolue au poste de défenseur.

## Biographie

### En club
Yonekura Kōki est sacré champion du Japon en 2014 avec le Gamba Osaka. L'année suivante, il participe à la Ligue des champions de l'AFC, inscrivant un but contre le club sud-coréen du FC Séoul lors des huitièmes de finale.

### En sélection
Kōki Yonekura reçoit sa première sélection en équipe du Japon lors de l'année 2015.

## Palmarès
- Champion du Japon en 2014 avec le Gamba Osaka
- Vainqueur de la Coupe du Japon en 2014 avec le Gamba Osaka
- Vainqueur de la Coupe de la Ligue japonaise en 2014 avec le Gamba Osaka